# Nannobotys commortalis
Nannobotys commortalis là một loài bướm đêm trong họ Crambidae.